# DipTrace
DipTrace ist ein Programm zum Erstellen von Schaltplänen und Entflechten von Leiterplatten (EDA). Es besteht aus den vier Modulen Schaltplanentwurf, Layoutentwurf (mit Autorouter, 3D-Vorschau, 3D-Export), Bauteileentwurf und Lötflächen-Entwurf (pattern). 
Die Oberfläche und Hilfe ist in 22 Sprachen verfügbar, darunter Deutsch, Französisch, Italienisch, Spanisch und Türkisch; Englisch ist die Standardsprache. 
Hersteller ist Novarm, Die Kaufpreise reichen von 65 € für 2-lagig und 300 Bauteile bis 900 € für die unbegrenzte Funktion; nichtgewerbliche Nutzung der Einstiegsversion ist kostenlos.

## Funktionen
- Einstiegstutorial und Video[1]
- Hierarchische Schaltpläne mit Blöcken[2]
- Routing für Hochgeschwindigkeitssignale und Differentielle Signale[3]
- Im- und Export für Schaltpläne, Leiterplatten und Bibliotheken von Eagle, Altium,[1] PADS, OrCAD, KiCad
  - Erstellung von Gerber X2 und ODB++[2]
  - Export von SPICE-Schaltplänen
  - Erstellung von 3D STEP Modellen[2]
- Echtzeit 3D-Vorschau
- Shape-Based Autorouter
- Echtzeit DRC (Design-Rule-Check)[2]
- Push and Shove